# ژاکلین لامبا
ژاکلین لامبا (انگلیسی: Jacqueline Lamba؛ ۱۷ نوامبر ۱۹۱۰ – ۲۰ ژوئیهٔ ۱۹۹۳) نقاش فراواقع‌گرایی اهل فرانسه بود.